# Egao Kenkō Stadium
Das Egao Kenkō Stadium (jap. えがお健康スタジアム) ist ein Fußballstadion mit einer neunspurigen Leichtathletikanlage in der japanischen Großstadt Kumamoto in der gleichnamigen Präfektur auf der Insel Kyūshū. Die Sportstätte ist seit 2005 der Austragungsort der Heimspiele des Fußballclubs Roasso Kumamoto, der momentan in der J2 League spielt. Seit Januar 2017 trägt die Sportarena den Sponsorennamen Egao Kenkō Stadium.

## Geschichte
Das im März 1998 eingeweihte Stadion mit 32.000 Plätzen (inklusive 150 rollstuhlgerechten Plätzen) ist der Mittelpunkt des 1978 angelegten Sportparks der Präfektur mit u. a. einer Tennisanlage, einer weiteren Leichtathletikanlage, Fußball- und Rugbyfeldern, einem Schwimmbad, einem Schießstand für Bogenschießen, einem Softballfeld, mehrere Sporthallen, einem Fitnessstudio und dem 1997 eröffneten Park Dome Kumamoto, eine Mehrzweckhalle mit 2.000 Plätzen. Sie war Spielort der Handball-Weltmeisterschaft der Männer 1997. Neben den Sportstätten bietet der Park Gärten, Grünflächen und Plätze. Der lange offizielle Name Kumamoto-ken Minsōgō Undō Kōen Rikujō Kyōgijō (熊本県民総合運動公園陸上競技場, engl. Kumamoto Prefectural General Athletic Park Athletics Stadium) sorgte dafür, dass die Sportstätte den Spitznamen KKWing Stadium erhielt. Die beiden Ks stehen für die Präfektur Kumamoto und die Insel Kyūshū. Wing (deutsch Flügel) bezieht sich auf die Überdachung der Haupt- und Gegentribüne, die die Ränge wie große Flügel überspannen. Die mit Stahlseilen über die vier Flutlichtmasten befestigte Dachkonstruktion ist mit einer PTFE-beschichtete Glasfaser-Membran bespannt. Das Flutlicht bietet eine Beleuchtungsstärke von 1.500 Lux. Das weite Stadionrund bietet einen umlaufenden Tribünenring. Auf dem Rand der südwestlichen Hintertortribüne ist eine große Videowand installiert.
Im Jahr der Einweihung wurden die japanische Leichtathletikmeisterschaften 1998 im Stadion durchgeführt. 1999 fand das 54. National Sports Festival of Japan in Kumamoto statt. Das Stadion war eine der Wettkampfstätten. Zur Fußball-Weltmeisterschaft 2002 war die Anlage Trainingsstätte der belgischen Mannschaft. Erst 2005 wurde ein langzeitiger Nutzer des Stadions mit Roasso Kumamoto gefunden. Die japanische Fußballnationalmannschaft der Frauen und die Frauen-Fußballnationalmannschaft der Vereinigten Staaten (1:3) trugen am 7. Mai 2006 ein Freundschaftsspiel im Stadion von Kumamoto aus. Am 20. Januar 2009 war das Stadion Schauplatz des Qualifikationsspiels zur Fußball-Asienmeisterschaft 2011 zwischen Japan und dem Jemen (2:1). Des Weiteren wurde das Stadion von japanischen Juniorennationalmannschaften genutzt. Kurzzeitig trug auch der Fußballclub Ōita Trinita (J2 League) Partien im KKWing Stadium aus. Gelegentlich finden auch Rugbyspiele statt.
Das EGAO Kenko Stadium wurde als eines von zwölf Stadien für die Rugby-Union-Weltmeisterschaft 2019 ausgewählt.